# Boulevard (2014)
Boulevard is een Amerikaanse film uit 2014 onder regie van Dito Montiel met in de hoofdrol Robin Williams. De film ging in première op 20 april op het Tribeca Film Festival.

## Verhaal
Nolan Mack (Robin Williams) is een man van middelbare leeftijd die een monotone baan heeft in een bank. Zijn vrouw Joy probeert de schijn hoog te houden in hun uitgeblust huwelijk. Wanneer Mack op een avond Leo, een jonge man, oppikt tijdens zijn rit naar huis, neemt zijn leven een drastische wending. Hij geeft toe aan zijn homoseksuele gevoelens die hij al vijf decennia lang onderdrukt.

## Rolverdeling
| Acteur             | Personage  |
| ------------------ | ---------- |
| Robin Williams     | Nolan Mack |
| Roberto Aguire     | Leo        |
| Kathy Baker        | Joy Mack   |
| Bob Odenkirk       | Winston    |
| Giles Matthey      | Eddie      |
| Eleonore Hendricks | Patty      |
| J. Karen Thomas    | Cat        |

## Productie
De film ging in première in april 2014 op het Tribeco Film Festival en kwam in de bioscoopzalen vanaf 10 juli 2015. Dit was de allerlaatste film van Robin Williams die overleed in augustus 2014. De film kreeg gemengde kritieken van de critici en matige kritieken van het publiek.